# Colchicum lusitanum
Colchicum lusitanum là một loài thực vật có hoa trong họ Colchicaceae. Loài này được Brot. miêu tả khoa học đầu tiên năm 1827.